# 路博德
路博德（？—？），是西汉时期的武将，西河平州（今山西吕梁市离石区）人。

## 生平
汉武帝元狩四年（公元前119年），路博德以右北平太守身份跟随霍去病北征匈奴，立下战功，官拜邳离侯，千六百户。武帝元鼎六年（前111年），以卫尉的身份担任伏波将军（这是西汉有史可查的第一位伏波将军），率军参加了对南越国的讨伐，平定了南越。前110年，路博德率军攻下海南岛，在此设立珠崖、儋耳两郡，此乃中国直接对海南统治的开始。
太初元年（前104年），因为知道儿子犯逆不道，路博德连坐免侯。太初三年（前102年）漢武帝重新起用路博德為强弩都尉，在居延屯田。天漢四年（前97年）李廣利率騎兵六萬、步兵七萬出朔方北伐匈奴時，路博德率萬餘人與李廣利會合作戰。

## 延伸阅读
[在维基数据编辑]
 《史記/卷111》，出自司馬遷《史記》